# Adieu Rio
Pour plus de détails, voir Fiche technique et Distribution.
Adieu Rio (en bulgare : Адио, Рио) est une comédie bulgare réalisé par Ivan Andonov (en), écrite par Marko Stoïtchev (bg) et sortie en 1989.

## Synopsis
Stoev est un architecte talentueux qui a toutes les chances de remporter un appel à projets pour un futur chantier qui aura lieu à Rio de Janeiro. Mais pour partir là-bas, il doit abandonner l'un de ses amis et collègues. Alors qu'il est torturé entre dilemme, compromis et mauvaise conscience, voilà qu'un cadavre surgit dans sa vie.

## Fiche technique
- Titre : Adieu Rio
- Titre original : Адио, Рио
- Réalisation : Ivan Andonov (en)
- Scénario : Marko Stoïtchev (bg)
- Musique : Kiril Maritchkov
- Photographie : Krasimir Kostov
- Montage : Nadejda Tsenova
- Société de production : Boyana Film
- Pays :  Bulgarie
- Langue : bulgare
- Genre : Comédie horrifique
- Durée : 88 minutes
- Dates de sortie : 
  -  Bulgarie : 10 avril 1989

## Distribution
- Filip Trifonov (en) : Stoev
- Vania Tsvetkova (ru) : Lena
- Petar Popyordanov (bg) : Tchotcho
- Guéorgui Mamalev (en) : Poprouskov
- Guéorgui Roussev (en) : Slavi
- Natalia Dontcheva : Vera
- Nadya Todorova (bg) : Knijarkata